# 金融財閥
金融財閥（きんゆうざいばつ）とは、銀行などの金融部門が中心の財閥である。

## 定義
金融財閥とは、銀行を中核とした保険・信託などの金融部門を中心とした財閥で、小さな産業会社は持っているが、大きな産業会社を持たない財閥である。代表的なものは安田財閥であるが、東京川崎財閥・渋沢財閥・山口財閥・野村財閥も該当する。

## 金融財閥になった原因
- 安田財閥 創業者の安田善次郎は金融業以外にも、明治20〜30年代（1887〜1906年）に鉱山・紡績・製釘・倉庫・機械・造船・肥料・海運などに進出した。だが、これらの産業部門は全て経営不振になり明治末には安田財閥の足かせとなったので、日露戦争後に、安田善次郎は多角化を断念して金融財閥になるという経営方針（金融一業主義）を採用した[3]。「自分は資金を纏めさえすればいい、仕事は浅野がやる」と考えて浅野財閥の事業にどしどし出資・融資した結果、安田財閥と浅野財閥は実質的に一つの財閥と見做し得るほど密接な関係になった[4]。（松元は、浅野財閥を安田財閥の一部と考えて、安田財閥を総合財閥と見做している[5]。）1937年（昭和12年）頃には浅野系事業会社の払込資本総額の四分の一が安田財閥の資本になった[4]。また1935年（昭和10年）頃には、新興の森財閥にも多額の融資をして、安田財閥と森財閥は一体の関係と言われるようになった[6]。1929年（昭和4年）に安田保善社（持株会社）理事と安田銀行副頭取に就任し実質的に安田財閥のトップになった森広蔵も金融一業主義を遵守した。他より遅れて工業部門に進出するのは不利なうえ、工業部門の経営を担う人材が安田財閥には居ないと考えたからである[7]。その結果1937年（昭和12年）には、安田財閥は金融業では三井財閥・三菱財閥・住友財閥を上回った[6]。第二次世界大戦中に軍部や財閥内部から、安田も軍需産業に進出すべきだという声が上がったが、安田財閥は金融一業主義を墨守した[6]。
- 野村財閥 野村財閥は歴史が浅く、1904年（明治37年）に証券業（野村證券）を始めて成功してから、1918年（大正7年）に野村銀行を設立し、1933年（昭和8年）に信託会社を買収し野村信託にし、1934年（昭和9年）に生命保険会社を買収し野村生命を設立した。しかし産業部門は貧弱で、スタンダード靴・蝶矢シャツなどの小さな会社しかなく、海外ではゴム園やゴム工場を経営したが、金融財閥から脱皮できなかった[8]。